# ブラック・シャーク (魚雷)
ブラック・シャーク（英語: Black Shark）は、イタリアで開発された長魚雷。

## 概要
イタリアのWASS（旧・ホワイトヘッド社。現在はフィンカンティエリ社に買収）がイタリア海軍向けに開発した、533mm口径の対水上・対潜水艦用長魚雷である。同社のA184長魚雷の改良型で、カーボンファイバー製スクリューにより静粛性と推進効率が向上しているほか、モーター、バッテリー、誘導ケーブル、ホーミングヘッドなど各部に開発時点の最新技術が取り入れられた。
浅海域での運用に最適化されており、雷速は50ノット、射程は50キロメートルまたはそれ以上とされる。発射母体は水上艦または潜水艦だが、2024年時点での搭載艦はいずれも潜水艦である。
誘導方式はアクティブ/パッシブ音響誘導と航跡誘導の複合式で、対水上艦戦闘では被探知距離を短縮するためパッシブ誘導を主用する。音響ヘッドはASTRA（Advanced Sonar Transmitting and Receiving Architecture）と呼ばれ、ソナー形状は円盤型で、左右各60度の探知範囲がある。誘導ケーブルには大容量データの送信が可能なグラスファイバーが採用されており、魚雷のソナーが得た情報をケーブルを通じて母艦に送信し、魚雷をリモートセンサーとして使用することも可能とされている。信管は衝撃/音響の複合式である。
バッテリーには一酸化銀アルカリ電池、推進機はブラシレス直流モーターを採用し、カーボンファイバー製スクリューと合わせて高い静粛性を有している。

## 派生型
フランスは、フランス海軍の原子力潜水艦向けにWASSの協力を得てブラック・シャークの派生型を開発する予定だったが、最終的にはタレスおよびアトラス・エレクトロニックの協力を得てF21魚雷を開発した。

## 運用国
- チリ海軍
  - スコルペヌ型潜水艦[6]
  - トムソン級潜水艦[6]
- エクアドル海軍[1]
- インドネシア海軍
  - ナーガパーシャ級潜水艦[7]
- イタリア海軍
  - サルヴァトーレ・トーダロ級潜水艦[8]
- マレーシア海軍
  - スコルペヌ型潜水艦[9]
- ポルトガル海軍
  - トリデンテ級潜水艦[10]
- シンガポール海軍
  - アーチャー級潜水艦[11]